# Puente Salomón
El puente Salomón es un puente ferroviario situado en el municipio español de Niebla, en la provincia de Huelva. Esta infraestructura, que originalmente formaba parte del ferrocarril de Riotinto, llegó a sufrir a lo largo de su historia varias reconstrucciones o reformas. En la actualidad el puente Salomón se encuentra abandonado y no presta servicio, tras la clausura del ferrocarril minero en 1984.

## Historia
Originalmente fue levantado un puente homónimo, diseñado por el ingeniero británico George Barclay Bruce, para que sirviera al ferrocarril de Riotinto que entró en servicio en 1875. La línea férrea enlazaba las minas de Riotinto con el puerto de Huelva. No obstante, esta primera infraestructura resultó completamente destruida durante una riada en 1888. Debido a ello, se levantó un nuevo puente, que es el que ha llegado a nuestros días.
Esta nueva infraestructura tiene una longitud de 68 metros y consta de dos tramos iguales apoyados por un macizo central que se eleva sobre el río Tinto, estando este colocado en sentido diagonal a la dirección de la corriente fluvial. Se trata de un puente de líneas clásicas, construido en forma de viga cajón en celosía. Fue reformado en 1932 y se mantuvo en servicio durante cerca de un siglo, hasta la clausura del ferrocarril en 1984. En la actualidad el puente Salomón se encuentra abandonado y fuera de servicio. Además, la infraestructura se encuentra en mal estado de conservación. 